# Jukka-Pekka Palviainen
 Jukka-Pekka Palviainen (né le 22 septembre 1967 à Rauma) est un écrivain finlandais.

## Œuvres
- (fi) Reino, éditions Like, 2003 (ISBN 952-471-097-8)
- (fi) Hedelmäpeli, Johnny Kniga, 2005
- (fi) Harkinta-aika, Johnny Kniga, 2007
- (fi) Rokkirehtori ja Rämäpäät, WSOY, 2007
- (fi) Rämäpäät ja vankikarkuri, WSOY, 2008
- (fi) Isä, poika ja Pyhäranta, WSOY, 2009
- (fi) Rämäpäät leirikoulussa, WSOY, 2010
- (fi) Mitä ikinä keksitkin pelätä, Johnny Kniga, 2010
- (fi) Joku vieraileva tähti, WSOY, 2011
- (fi) John Lennonin valkoinen flyygeli, Johnny Kniga, 2012
- (fi) Perjantai on hyvä päivä lähteä, Karisto, 2014

## Prix et récompenses
- Prix Topelius, 2012
- Prix littéraire de la ville de Tampere, 2011